# Ludolfo
Ludolfo  è un nome proprio di persona italiano maschile.

## Varianti
- Femminili: Ludolfa[1]

### Varianti in altre lingue
- Catalano: Ludolf[2]
- Francese: Ludolphe
- Germanico: Ludolf[3]
- Inglese: Ludolph
- Latino: Ludolphus
- Norvegese: Ludolf
- Olandese: Ludolf[3]
  - Ipocoristici: Ludo[3]
- Polacco: Ludolf
- Russo: Лудольф (Ludol'f)
- Spagnolo: Ludolfo[2]
- Tedesco: Ludolf[3], Ludolph

## Origine e diffusione
Nome di scarsa diffusione, che continua l'antico nome germanico Ludolf; secondo alcune fonti, esso è una variante di Liudulf, nome attestato anche in altre forme come Liudolf, Liutulf, Luidolf, Leudulf e Lietulf, che è composto dagli elementi liud ("popolo", "gente") e ulf. Altre fonti lo riconducono invece a Hlodwulf, attestato in forme quali Chlodulf, Chlodolf, Clodulf, Hludolf, Hlodolf e Glodulf, e composto da hlod ("fama", "gloria") e ulf, col significato complessivo di "lupo glorioso" (e in senso lato "guerriero glorioso")

## Onomastico
L'onomastico si può festeggiare il 29 marzo in onore di san Ludolfo, vescovo di Ratzeburg e martire, oppure il 13 agosto in memoria di san Ludolfo, abate di Corvey.

## Persone
- Ludolfo di Sassonia, religioso tedesco
- Ludolfo di Sudheim, scrittore, viaggiatore ed ecclesiastico tedesco

### Variante Ludolf

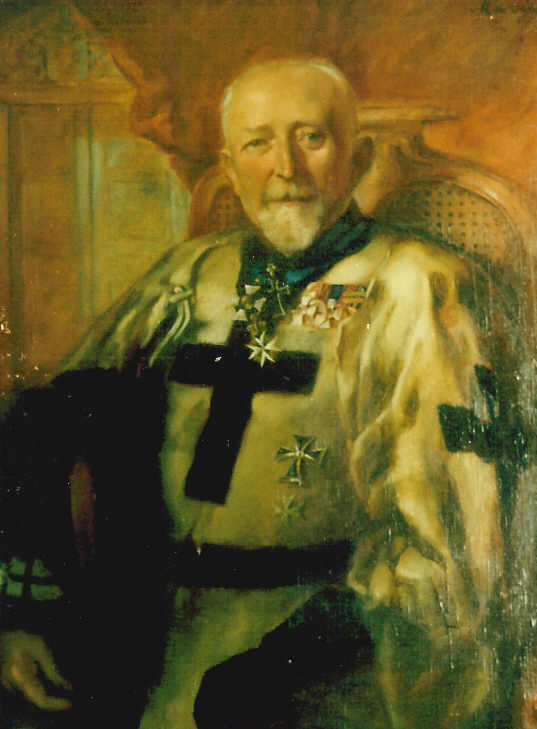
Ludolf Udo von Alvensleben

- Ludolf König, Gran Maestro dell'ordine Teutonico
- Ludolf Nielsen,  compositore, violinista, direttore d'orchestra e pianista danese
- Ludolf de Jongh, pittore olandese
- Ludolf von Alvensleben, generale tedesco
- Ludolf Udo von Alvensleben, politico tedesco
- Ludolf von Krehl, orientalista tedesco
- Ludolf Wienbarg, scrittore tedesco

### Variante Ludolph
- Ludolph Christian Treviranus, botanico e biologo tedesco
- Ludolph van Ceulen, matematico tedesco